# Spetsig trumpetmossa
Spetsig trumpetmossa (Tayloria acuminata) är en bladmossart som beskrevs av Hornschuch 1825. Spetsig trumpetmossa ingår i släktet trumpetmossor, och familjen Splachnaceae. Arten har ej påträffats i Sverige. Inga underarter finns listade i Catalogue of Life.